# Émile de Montgolfier
 (août 2016).
Émile de Montgolfier, né à Saint-Marcel-les-Annonay le 28 avril 1842 et mort à Boulieu-les-Annonay le 6 décembre 1896, est un photographe français, installé au Japon. Il est le cousin de Auguste de Montgolfier.

## Biographie
Émile de Montgolfier suit une formation de soyeux et d'ingénieur. Encore apprenti soyeux, Montgolfier participe au négoce de graines de vers à soie afin de sauver des désastres de la pébrine la sériciculture française, et plus particulièrement celle de l'Ardèche.
Âgé de vingt-quatre ans, Montgolfier accompagne comme secrétaire au Japon en 1866 Léonce Verny, son cousin germain, qui est chargé de la construction du grand arsenal naval de Yokosuka, dans la baie de Tokyo. Il occupe les fonctions de comptable en chef de l’arsenal de Yokosuka et y introduit les techniques modernes de comptabilité pour la première fois.
Connu pour ses talents de photographe, et bien qu’équipé d’un matériel rudimentaire, Émile est désigné pour prendre des documents photographiques sur l'avancement des travaux de l'arsenal de Yokosuka, de la fonderie de Yokohama et de leurs environs. Montgolfier réalise des précieux reportages sur les travaux de l’arsenal, sur ses visites à l’intérieur d'un pays, le Japon, en plein bouleversement, et différents personnages rencontrés.
Le déclenchement de la guerre franco-allemande de 1870 l'amène a revenir en France pour s'engager dans l'armée. Il retourne au Japon après que la guerre a pris fin et y reste jusqu'en 1873.